# Aissatou Baldé
Pour les articles homonymes, voir Baldé.
Assiatou Baldé née en 1971 à Conakry, est une femme politique guinéenne.
Elle était ministre de la jeunesse et de l'emploi jeune de février en septembre 2021 dans le gouvernement Kassory 2 sous la présidence d'Alpha Condé,.

## Biographie

### Études
De 1990 à 1994, elle fréquente l'Université Félix-Houphouët-Boigny d'où elle est diplômée d'une maîtrise en économie d'entreprise.
En 1995, elle rejoint les États-Unis pour son doctorat en gestion d'entreprise qu'elle obtient en 1997 de l'Université du district de Columbia.

### Parcours professionnel

#### Privé
Elle commence en janvier 1997, en tant qu'auditeur financier au cabinet Deloitte et touche en Côte d'Ivoire jusqu'en 2003.
Mars 2003 à octobre 2004, elle est nommée directrice financière de la SOLIBRA (Abidjan).
Le mois suivant, en novembre 2004, elle rejoint la SICOGI en tant que directrice générale adjointe jusqu'en janvier 2006.
De retour en Guinée, elle devient directrice générale de GUICO IMMO une filière du Groupe Guicopres chargée de la construction et de la gestion immobilière entre mars 2009 et mai 2011.

#### Public
En février 2006, Aissatou Baldé rentre en Guinée et rejoint l'administration publique en tant que conseiller technique du directeur national de la dette et des investissements publics (DNDIP) jusqu'en février 2009. À ce titre, elle travaille avec les départements sectoriels qui bénéficient d’investissements et les  bailleurs de fonds qui appuient la Guinée dans ses projets et programmes d’investissements notamment la Banque mondiale, BAD, BID, PNUD, AFD, Union Européenne, etc.
De mars 2011 à mars 2014, elle est nommée directrice générale du fond forestier national. Puis de mars 2014 à février 2018, elle devient chef de cabinet du Ministère de l'Environnement, des Eaux et Forêts et membre du comité sectoriel de l’environnement dans le cadre du programme de restructuration des forces de défense et de sécurité de la république de Guinée.

#### Ministre
De février 2017 à mai 2018, elle est ministre de l’environnement, des eaux et forêts,, en remplacement de Christine Sagno.
Entre juin 2018 à février 2021, elle était Ministre conseillère à la présidence de la république, membre du pool économique de la présidence de la république et membre du conseil national de régulation des postes et télécommunications.
De février 2021, elle était la ministre de la jeunesse et l’emploi des jeunes en remplacement de Mouctar Diallo, jusqu'à la dissolution du gouvernement le 5 septembre 2021.